# Le Journal de Pétersbourg

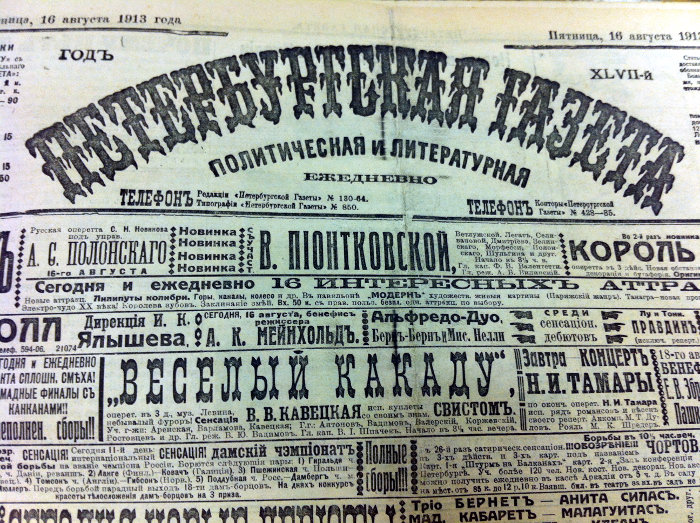

Le Journal de Pétersbourg (en russe Петербургская газета) est un journal russe fondé en 1867 par le journaliste Arseniev, puis racheté par Sergueï Khoudekov dans les années 1870.

## Tirage et périodicité
- 1867 : 600 exemplaires (3 fois par semaine)
- 1871 : ? (4 fois par semaine)
- 1878 : ? (5 fois par semaine)
- 1882 : ? (quotidien)
- 1894 : 24 600 exemplaires
- 1914 : 194 000 exemplaires

## Orientation politique
De 1867 à 1871, pendant la période Arseniev, le journal soutient la politique du régime impérial en publiant les mémoires de personnes de la cour. Il publie des textes, nouvelles, romans et poésies.
À partir de 1871, sous Sergueï Khoudekov, il passe à l'opposition et commence à publier des articles politiques. Pendant les années 1873-1877, la revue est interdite à plusieurs reprises par la censure politique.
Dans les années 1880, il devient une revue de style tabloïd avec des articles légers, à l'exception des nouvelles d'Anton Tchekhov en 1885 et 1888.
En 1917, le journal est opposé aux bolcheviques et communistes : il soutient le gouvernement provisoire. Nationalisé fin 1917, il réapparaît en 1921 sous l'intitulé KИМ jusqu'en 1931.